# Rotorblattenteisungssystem
Ein Rotorblattenteisungssystem, auch als Rotorblattenteisungsanlage bezeichnet, ist eine Vorrichtung, die dazu dient, die Rotorblätter von Windkraftanlagen eisfrei zu halten. Ziel ist es, Mehrerträge in Frostmonaten zu erzielen und mechanische Belastungen für die Anlage durch Eisansatz zu reduzieren, wodurch sich mittlerweile auch kühle Klimazonen bis hin zum Polarkreis für die Windenergienutzung nutzen lassen. Die Enteisung erfolgt in der Regel durch Beheizung der Rotorblätter mittels Heizwiderständen oder durch Belüftung mit der Abwärme aus dem Maschinenhaus. 

## Hintergrund
Während bestimmter Wetterbedingungen kann es im Winter zu Eisbildung an den Rotorblättern kommen, vorwiegend bei hoher Luftfeuchtigkeit und niedrigen Temperaturen. Diese mindert den Wirkungsgrad, da sie die Form und damit das aerodynamische Profil der Blätter verändert. Auch kommt es häufig zu einer Unwucht des Rotors sowie zu einer Gewichtszunahme der Blätter. Die Folge sind ein höherer Schallpegel sowie Vibrationen, die wiederum die Belastungen der Anlage erhöhen und sich negativ auf die Lebensdauer der Windkraftanlage auswirken. Zudem können herabfallende Eisbrocken (der sog. Eiswurf) eine Gefahr darstellen, weshalb während Frostperioden der nähere Bereich um Windkraftanlagen gemieden werden sollte. Aus diesen Gründen werden Windkraftanlagen bei Eisansatz an den Rotorblättern automatisch abgestellt, was jedoch mit Ertragseinbußen verbunden ist. Um dies zu vermeiden, experimentierten Windkraftanlagenhersteller schon sehr früh mit verschiedenen Arten einer Rotorblattenteisung, wobei die Ergebnisse bis Ende der 2000er Jahre nicht befriedigend waren. Mit dem Bau von immer mehr Windkraftanlagen in Kaltklimaregionen in Nordeuropa und Nordamerika rückte das Problem der Eisbildung stärker in den Fokus, weshalb gegen Ende der 2000er Jahre die Entwicklung von Rotorblattenteisungssystemen forciert wurde. Mittlerweile (Stand 2013) bieten die meisten Windkraftanlagenhersteller Rotorblattenteisungsanlagen als optionale Sonderausstattung für ihre Anlagen an.

## Funktionsweise
Da frühe Versuche, die Rotorblätter mit einer eisabweisenden Beschichtung zu versehen, sich als nicht sehr erfolgreich erwiesen hatten, funktionieren moderne Rotorblattenteisungssysteme üblicherweise durch Beheizung der Rotorblätter. Die Art der Beheizung kann sich dabei von Anlagenhersteller zu Anlagenhersteller unterscheiden. 
Es existieren verschiedene Rotorblattenteisungssysteme. Enercon setzt z. B. auf ein System von Heizwiderständen an der Rotorblattwurzel, wobei die dort erwärmte Luft per Ventilator durch das Rotorblatt geblasen wird. Dadurch wird die Temperatur des Rotorblattes bei ca. 4 °C gehalten, wodurch die Eisbildung an den Flügeln vermieden wird. Der Heizbedarf liegt bei diesem System für die Anlagentypen E-70 und E-82 bei 85 kW, etwa 3–4 % der Nennleistung dieser Windkraftanlagen. Bei zwei Testläufen zweier E-82-2MW im Winter 2009/10 konnten an den Standorten im nordschwedischen Dragaliden sowie in Kryštofovy Hamry in Tschechien nach Abzug des Eigenbedarfs ein Mehrertrag von 48 % respektive 54 % erreicht werden. Dies entspricht etwa dem 10-fachen des zusätzlichen Verbrauchs durch das Heizsystem. Diese Standorte weisen jedoch günstige klimatische Bedingungen für Eisansatz auf und sind deswegen nicht ohne weiteres auf andere Standorte übertragbar. 
Im Gegensatz zu Enercon setzt Nordex auf eine partielle Enteisung. Dabei werden nur die aerodynamisch besonders wichtigen Vorderkanten der Rotorblätter mittels direkt unter der Flügeloberfläche montierten Widerstandheizungen erwärmt. Registrieren die an der Gondel montierten Sensoren eine beginnende Vereisung der Anlage, wird das Enteisungssystem eingeschaltet, wodurch die Windturbine weiterlaufen kann. Auch ein Abtauen im Stillstand mit anschließender Wiederinbetriebnahme ist möglich. Bei Testläufen im Winter 2010/11 in Nordschweden wurde in den Frostmonaten ein Mehrertrag von über 25 % gegenüber einer baugleichen, nicht mit einem Rotorblattenteisungssystem ausgestatteten Anlage festgestellt. Der Mehrertrag im Gesamtjahr 2011 betrug 8 %, während der Eigenenergiebedarf des Enteisungssystems bei 0,3 % lag.